# Asinius Quadratus
Asinius Quadratus war ein griechisch schreibender römischer Geschichtsschreiber. Er lebte zur Zeit der Reichskrise des 3. Jahrhunderts.

## Leben
Asinius Quadratus stammte möglicherweise aus einer italischen Senatorenfamilie. Ob er mit dem auf einer undatierten Inschrift aus Olympia bezeugten C. Asinius Quadratus, Prokonsul der Provinz Achaea, oder dem Konsular C. Asinius Protimus Quadratus gleichgesetzt werden kann, ist in der Forschung umstritten und kaum zu klären.

## Werke
Asinius Quadratus verfasste mindestens zwei Geschichtswerke in griechischer Sprache. Diese sind, wie die meisten historiographischen Schriften aus der Zeit der Reichskrise des 3. Jahrhunderts, heute fast vollständig verloren. Lediglich einige knappe Fragmente sind als Zitate bei späteren Autoren überliefert.
Sein Hauptwerk stellte offenbar eine 1000-Jahr-Geschichte (Χιλιετηρίς, Chilieteris) in 15 Büchern dar, mit der er das Millennium der Gründung der Stadt Rom feierte und die wahrscheinlich bis 248 reichte, doch ist das Enddatum in der Forschung umstritten, da nicht sicher ist, dass Quadratus vom legendären Gründungsjahr 753 v. Chr. ausgegangen ist. Allerdings ist die Angabe in der Suda, Quadratus habe nur bis Severus Alexander geschrieben, wohl ein Irrtum, zumal jeder Beleg für eine Jubiläumsfeier in der Regierungszeit dieses Kaisers fehlt; insofern stellt 248 das wahrscheinlichste Enddatum dar. Das Werk sollte wohl mit dem umfangreichen Geschichtswerk des Cassius Dio konkurrieren, der ein Zeitgenosse des Quadratus war. Quadratus schrieb zudem in ionischem Griechisch und lehnte sich so an Herodot an, während das Vorbild des Cassius Dio der Historiker Thukydides war. Die erhaltenen Fragmente erlauben nur wenige konkrete Aussagen, doch scheint das Geschichtswerk (der These Giuseppe Zecchinis folgend) schwerpunktmäßig die Geschichte der Republik behandelt und die Kaiserzeit nur komprimiert geschildert zu haben. Allerdings wird in The Fragments of the Roman Historians die gegenteilige These vertreten; demnach seien die ersten 600 Jahre in den ersten fünf Büchern behandelt worden.
Des Weiteren verfasste Quadratus einen Schrift über die Partherkriege Roms in mindestens 9 Büchern (Parthika). Möglicherweise wurde er von dem unter Gordian III. neu ausgebrochenen Krieg gegen das Sassanidenreich zur Abfassung inspiriert, doch bleibt vieles unsicher. Die Fragmente der Parthika sind vor allem bei Stephanos von Byzanz überliefert und informieren sehr knapp über Orte und Völker im römischen Orient. Sie erlauben keinen detaillierten Einblick, so dass behandelter Zeitraum und Inhalt recht spekulativ sind. Eventuell schloss Quadratus an die (ebenfalls nur fragmentarisch erhaltenen) Parthika Arrians an, er schilderte aber gesichert den Partherkrieg des Lucius Verus und behandelte vielleicht noch den Perserkrieg des Severus Alexander.
In der Forschung wird teilweise vermutet, Asinius Quadratus habe noch eine dritte Schrift verfasst (Germanika), die die römisch-germanischen Kämpfe (im 2./3. Jahrhundert) beschrieben hat und ethnographisch ausgelegt war (wie die Parthika). Dies wird bisweilen aus einem bei Agathias überlieferten Fragment geschlossen. Ein solches Werk kann nicht völlig ausgeschlossen werden, doch kann sich die Aussage bei Agathias auch auf eine Passage in der 1000-Jahr-Geschichte beziehen und nicht zwingend auf eine separate Schrift.

## Rezeption
Die Werke des Asinius scheinen in der nachfolgenden Zeit noch recht populär gewesen zu sein, denn er wird etwa in der Historia Augusta (um 400), von Zosimos, Agathias und Euagrios Scholastikos erwähnt. Zosimos wurde das Material für die betreffende Stelle wohl durch Olympiodoros von Theben vermittelt, während Euagrios wahrscheinlich durch Eustathios von Epiphaneia zumindest Kenntnis von dem Autor hatte.

## Textausgaben und Übersetzungen
- Die Fragmente der griechischen Historiker Nr. 97 und Brill’s New Jacoby Nr. 97 (mit englischer Übersetzung, Kommentar und biographischer Skizze von Michael Meckler)
- The Fragments of the Roman Historians Nr. 102 (mit englischer Übersetzung und Kommentar sowie neuer Zählung der Fragmente).
- Bruno Bleckmann, Jonathan Groß: Historiker der Reichskrise des 3. Jahrhunderts I (Kleine und fragmentarische Historiker der Spätantike). Paderborn 2016, ISBN 978-3-506-78490-2, S. 3–65.